# Julián Augusto Saldívar
Julián Augusto Saldívar es una ciudad del Departamento Central, Paraguay. Se ubica en el km 14 de la Ruta D027. Limita al sur con la ciudad de Guarambaré, al este con Itauguá, al norte con Capiatá y al oeste con Ypané.

## Historia
Es una de las ciudades más jóvenes del departamento Central, antiguamente conocida como compañía Posta Leiva, dependiente de la municipalidad de Capiatá. Fue creada como municipalidad de tercera categoría, por ley N.º 1149 del 15 de noviembre de 1985 con la denominación de J. Augusto Saldívar en honor al diplomático paraguayo Julián Augusto Saldívar Viera (1896-1987). 
El nombre anterior, Posta Leiva, deriva de Don Leiva, quien se encontraba entre las primeras personas que habitaban en la zona. El mismo estableció un puesto comercial en el sitio, donde invitaba a los viajeros a comprar en su mercado, y se apresuró a ayudar a fortalecer a los demás. El término Posta significa el lugar donde descansaban y bebían los caballos, ya que en esa época la gente se movilizaba a caballo; y también para que el correo llegue rápido se hacía el intercambio de animales, de ahí se lo conocía también como Posta Ybycuá (en guaraní pozo u hoyo). 
El primer intendente municipal fue Rufino Núñez Gómez. El 29 de setiembre se honra a San Miguel Arcángel, fecha en la que la ciudad se celebra la Misa Central junto con las procesiones y feria de productos por las principales avenidas.
Actualmente el intendente es Diego David Alonso Galeano, durante el periodo 2021 - 2025 según sentencia 132/2021

## Geografía
El distrito se encuentra en la zona centro del departamento Central. Limita al norte con Capiatá, al sur con Guarambaré, al este con Itauguá e Itá, y al oeste con Ypané y Capiatá.

## Demografía
El distrito de J.A. Saldívar cuenta con un total de 60 162 habitantes según datos oficiales del censo paraguayo de 2022.

### Barrios
Julián Augusto Saldívar se divide en 40 barrios urbanos y suburbanos.